# Régis Roinsard
Régis Roinsard (Louviers, 1972) è un regista e sceneggiatore francese.

## Filmografia

### Lungometraggi
- Tutti pazzi per Rose (Populaire) (2012)
- Il prezzo dell'arte (Les Traducteurs) (2019)
- En attendant Bojangles (2021)

## Riconoscimenti
- Premio César
  - 2013 – Candidatura per il migliore opera prima per Tutti pazzi per Rose